# Христо Кенин
Христо К. Кенин е български просветен деец от Гевгелийско.

## Биография
Христо Кенин е роден в гевгелийското село Богданци, тогава в Османската империя. Завършва в 1888 година с третия випуск Солунската българска мъжка гимназия. След това е назначен за учител от Кумановската българска община. В 1897 година завършва право в Софийския университет.
През 1925 година е съветник в настоятелството на Горноджумайското македонско благотворително братство. В 1930 година заема длъжността председател на братството.